# Petit train du Parc Floral
| Petit train du Parc Floral       | Petit train du Parc Floral |
| -------------------------------- | -------------------------- |
| Deutz-Diesellokomotive OMZ 122 F |                            |
| Streckenverlauf                  |                            |
| Streckenlänge:                   | 1,9 km                     |
| Spurweite:                       | 600 mm (Schmalspur)        |
|                                  |                            |

Der Petit train du Parc Floral ist eine als Parkeisenbahn betriebene Feldbahn im Parc Floral in Orléans-la-Source in Frankreich. 

## Streckenverlauf
Die etwa 1,9 km lange Strecke hat eine Spurweite von 600 mm. Sie verläuft mit zwei Wendeschleifen vom Eingang nach Rocaille.

## Geschichte

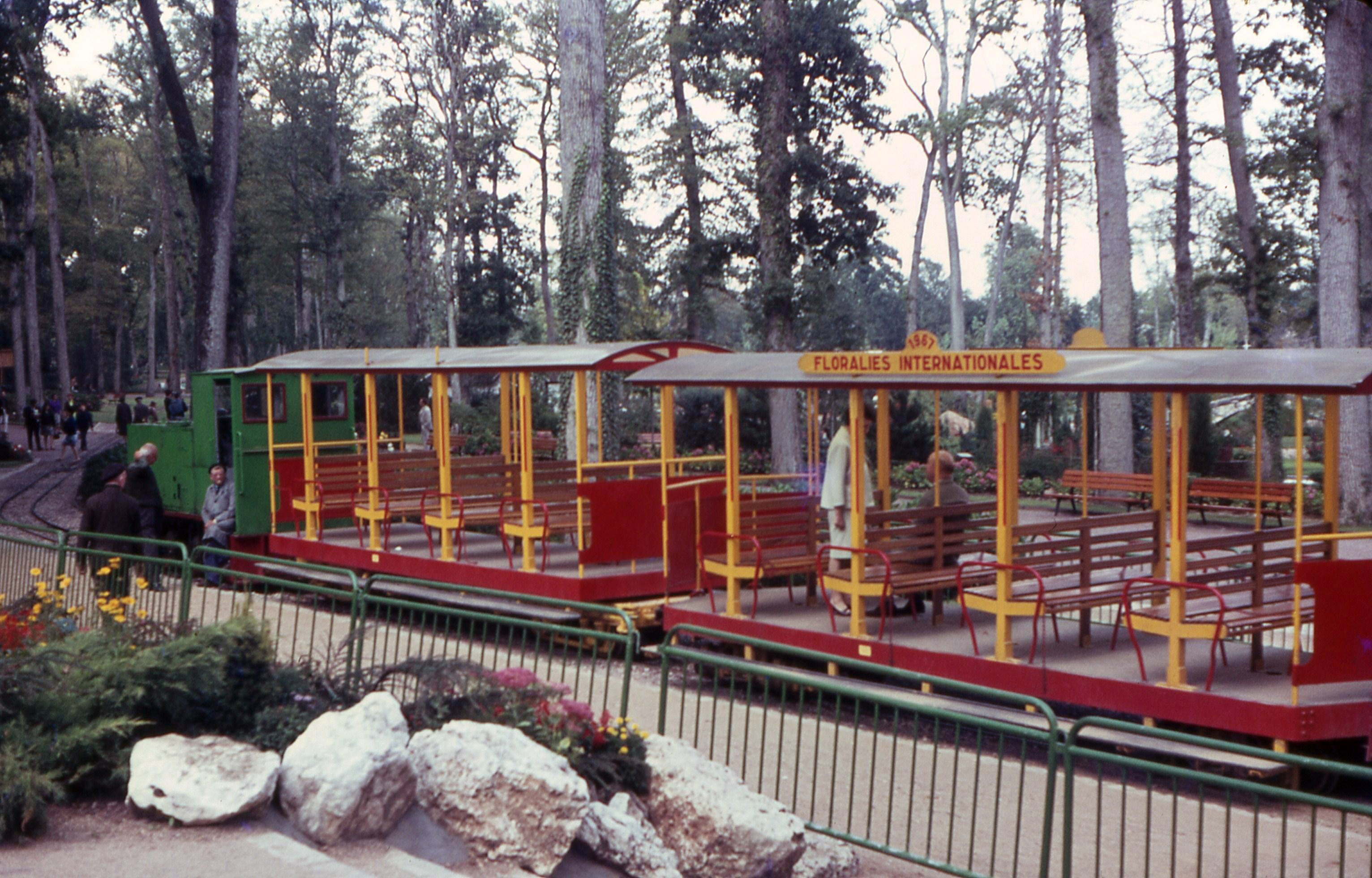
Gartenschau Floralies Internationales d’Orléans, 1967

Die Bahn wurde im April 1967, bei der Gartenschau Floralies Internationales d’Orléans in Betrieb genommen und ist heute im Sommer noch regelmäßig in Betrieb.

## Betrieb
Die Parkeisenbahn wird heute mit einer Deutz-Diesellokomotive OMZ 122 F von dem Verein betrieben, die auch die Museumsbahn Tacot des Lacs betreibt. Sie verkehrt von Mitte Juni bis 1. November nachmittags mehrmals pro Woche viermal hin und zurück.

## Schienenfahrzeuge

### Dampflokomotiven
Die folgenden Dampflokomotiven wurden eingesetzt, die zuvor in den Steinbrüche Moulins Neuf bei Lucy, Nièvre fuhren:
- Henschel Fulda 23735/1937, heute Chemin de fer Froissy-Dompierre
- Henschel Riesa 23411/1937, heute Feldbahnmuseum Herrenleite
- Henschel Fabia 21140/1928 mit Schlepptender, heute Chemin de fer de la Vallée de l'Ouche, Bligny-sur-Ouche

### Diesellokomotiven
Folgende Diesellokomotiven befuhren die Strecke:
- HF130C, wohl Gmeinder 4184/1944
- HF50B, wohl Gmeinder, heute Tramway de Pithiviers à Toury
- HF50B, heute noch im Parc de la Source.

### Wagen
Die Personenwagen waren Umbauten von Cadoux, darunter:
- 6 Pershing
- 4 Zwei-Achser
- 1 Drehgestell-Wagen mit Decauville-Drehgestellen